# Chiesa di San Giovanni Battista (Treviolo)
La chiesa di San Giovanni Battista è la parrocchiale di Albegno frazione di Treviolo in provincia e diocesi di Bergamo; fa parte del vicariato di Curno-Mozzo.

## Storia
In una bolla pontificia di papa Alessandro III del 1116 viene indicata una chiesa sul territorio di Albegno dedicata a santa Cristina. Successivamente questo edificio di culto risulta inserito nell'elenco del 1260 delle chiese che dovevano versare un censo alla chiesa di Roma, facente parte del primacerio di Lallio. È in una pergamena del 1220 che viene citata la chiesa intitolata a san Giovanni Battista, come parte dei possedimenti del monastero di Santa Grata di Bergamo presente sul territorio di Albegno già dal 1187. L'antica chiesa fino al Duecento faceva parte della pieve urbana di San Vincenzo come oratorio di campagna, smembrandosi dalla pieve urbana dopo la riforma del 1215 e entrando a far parte del primacerio di Lallio. L'edificio di culto aveva il classico orientamento liturgico con abside a est.

Nel 1304 il presbitero "presbiter Leonardus Sancti Jhoanni de Albenio" fu invece rappresentante della parrocchia intitolata a san Giovanni Battista nel sinodo di Bergamo voluto dal neoeletto vescovo Giovanni da Scanzo. Il documento del 22 luglio 1332 dà conferma che la chiesa fosse già elevata a parrocchia indicando il presbitero come rector Jhoannes de Albenio: 
(Albegno (1982))
 Il termine rector equivale a parroco a indicare che la chiesa erea già retta a parrocchiale. Nel 1351 conferma di questo vi è la citazione 
(Albegno pagina 15)
Inserita nell'elenco del 1360 nota ecclesium ordinato da Bernabò Visconti per definire i dazi e tributi che le chiese e i monasteri della bergamasca dovevano versare al clero dei Roma e alla famiglia Visconti di Milano in base ai benefici, risulta che la chiesa di San Giovanni aveva un solo beneficio, contrariamente quella di Santa Cristina ben tre. Solo nel 1543 con bolla di papa Paolo III la chiesa di Santa Cristina verrà unita a quella parrocchiale amministrate del monastero di Santa Grata di via Arena in Bergamo, che aveva il diritto di beneficio e di nominare il parroco. La chiesa faceva sempre parte della pieve di Lallio.
Nel 1555 la chiesa fu visitata dal vescovo Vittore Soranzo che relazionò la povertà della comunità che non avendo la possibilità economica di acquistare l'olio per la lampada non poteva conservava il Santissimo Sacramento. Questi ordinò che la spesa fosse divisa tra i parrocchiani e il monastero benedettino. San Carlo Borromeo arcivescovo di Milano visitò la chiesa il 19 settembre 1575, dalla relazione si conferma il giuspatronato del monastero e l'appartenenza alla pieve di Lallio. La chiesa aveva un secondo altare dedicato a sant'Anna e l'altare maggiore gestito dalla scuola del Santissimo Sacramento; l'abside era dipinta e il campanile aveva un'unica campana. 
Gli atti della visita pastorale del vescovo san Gregorio Barbarigo del 1659 confermano l'appartenenza alla pieve di Lallio.
Nel 1666 la chiesa fu inserita nel “Sommario delle chiese di Bergamo”, elenco redatto dal cancelliere della curia vescovile Giovanni Giacomo Marenzi e indicata come mercenaria di Santa Grata.
Il vescovo Federico Corner consacrò la chiesa il 18 maggio 1624. Un'epigrafe è posta a ricordo dell'evento. 
Gli atti della visita pastorale del vescovo san Gregorio Barbarigo confermano l'appartenenza alla pieve di Lallio, con tre altari dove era conservata la reliquia di san Biagio.

Nel 1686 la chiesa risultava troppo piccola e inadeguata fu quindi decisa la sua ricostruzione. Non si hanno indicazioni certe circa la conformazione dell'antica chiesa, se con le indicazioni descritte alla visita di san Carlo Borromeo. La chiesa era piccola e vi erano solo due altari di cui uno dedicato alla fonte battesimale e uno a sant'Anna. L'aula non aveva importanti decori e era piuttosto ammalorata e il cardinale ne impose la nuova decorazione e il rifacimento del tetto: 
(Atti della visita pastorale di san Carlo Borromeo del 1575)
La zona absidale fu costruita dal capomastro Giacomo Micheli, del medesimo periodo la creazione del coro ligneo: nel 1836 la chiesa fu oggetto di un nuovo restauro su progetto dell'architetto Giovanni Battista Moroni, gli stucchi furono eseguiti da Giovanni Brini con le dorature di Pietro Mora, e la realizzazione di tre tele opera di Antonio Guadagnini.
La chiesa fu completamente demolita nel Novecento con la ricostruzione su progetto di Antonio Odoni, e realizzazione seguita da Camillo Galizzi. Le decorazioni furono eseguite da Giovanni Gamba. Nel 1943 il vescovo Adriano Bernareggi consacrò la chiesa intitolandola a san Giovanni Battista, donando e sigillando nella mensa dell'altare maggiore le reliquie di sant'Alessandro di Bergamo e san Biagio.
Con decreto del 27 maggio 1979 del vescovo Giulio Oggioni la chiesa fu inserita nel vicariato di Dalmine Stezzano. Il vescovo Oggioni consacrò il nuovo altare maggiore il 1º novembre 1981.

## Descrizione

### Esterno
L'edificio di culto preceduto da un ampio sagrato con pavimentazione in selciato delimitato centralmente da una fascia in arenaria che collega la viabile alla facciata. Questa è caratterizzata dalla presenza di un protiro convesso che interessa tutti e tre gli ordini su cui si sviluppa la facciata. L'edificio è in muratura di pietrame a vista. La parte centrale della facciata è interessata da questo protiro che nella parte inferiore presenta quattro colonne in granito di Baveno con basamento e capitello toscano. Queste reggono il primo cornicione modanato che collega al secondo ordine dove è un loggiato con sei colonne a protezione delle sette finestre ad arco atte a illuminare l'aula. Le colonnine reggono il successivo cornicione che collega alla calotta in rame che riveste il catino coronato da sedici piccole finestre con contorno in pietra. Lateralmente la facciata prosegue sempre in pietra, con ben visibili lateralmente le prime due cappelle dell'aula. La parte termina con la grande statua raffigurante Cristo Re opera di Angelo Virgilio Vavassori.
Sul sagrato di fronte all'edificio vi è il campanile con basamento in muratura e il prosieguo in cotto a vista diviso in quattro sezioni con l'orologio posto nella quarta e superiore le quattro aperture con arco a tutto sesto dove sono ospitate le campane.

#### Campanile
La costruzione di una torre campanaria fu decisa degli abitanti della comunità nel 1751, e doveva coprire sia le funzioni di campanile che di torre di avvistamento. La costruzione fu affidata al capomastro Candido Micheli che la realizzò nel 1751. Il concerto di cinque campane fu installato dal comune nel 1780.

### Interno

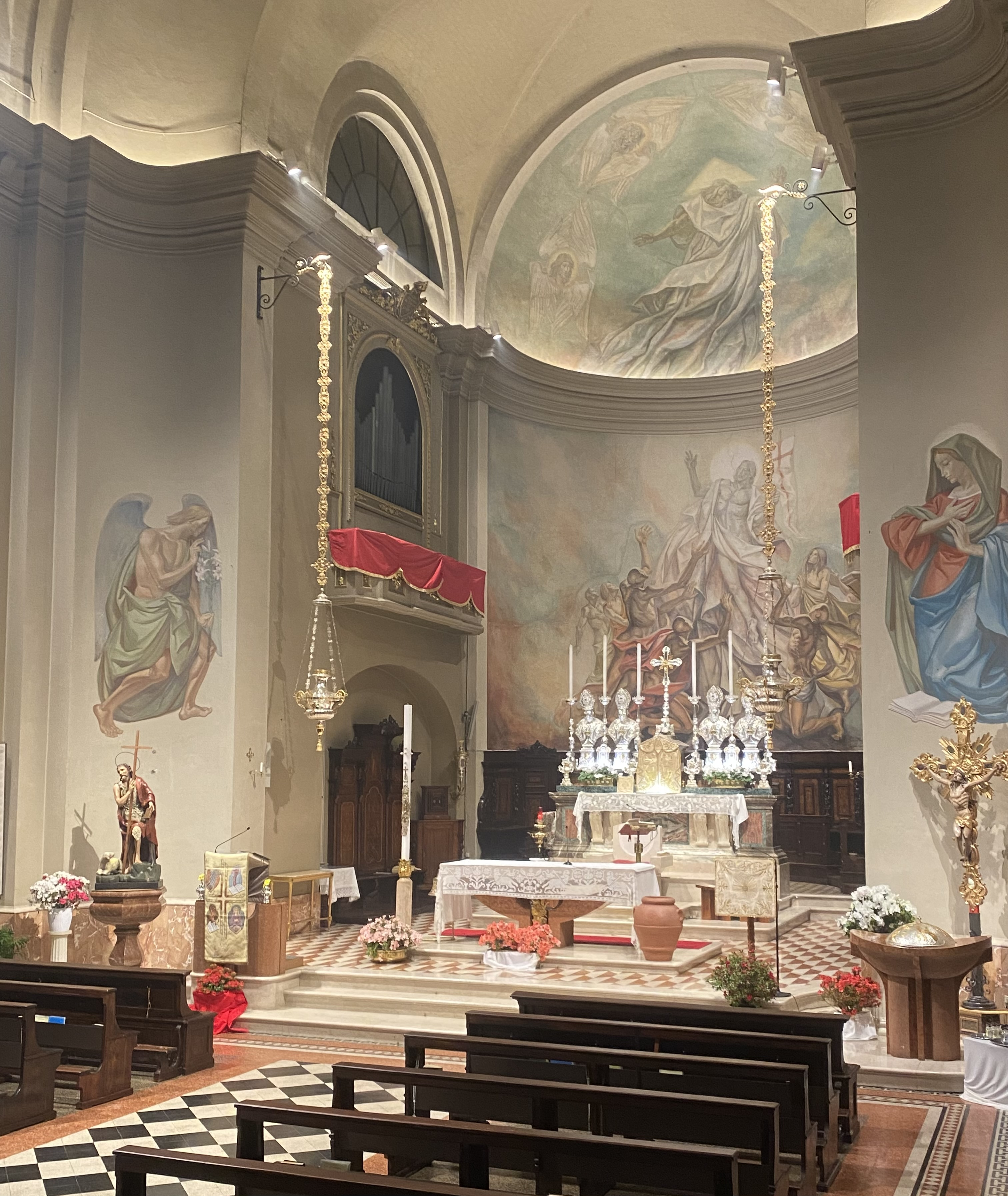
Interno chiesa Albegno

L'interno a navata unica con volta a botte, si sviluppa su cinque campate divise da lesene coronate da capitelli che sorreggono il cornicione, nella cui parte superiore presenta le aperture semicircolari con strombature che illuminano l'aula. Nella prima campata a destra vi è la cappella intitolata alla Madonna di Lourdes mentre a sinistra vi sono due statue. Nella seconda campata a destra vi è la cappella di Sant'Anna con ancora d'altare in marmo. Nella quarta campata vi sono le cappelle dedicate a san Giuseppe corrispondente quella dedicata alla Madonna del Santo Rosario, chiusa da una balaustra e altare marmoreo che ospita la statua lignea della Madonna del Vavassori. Gli altari ospitano la statua del Cristo morto di Angelo Virgilio Vavassori.
La zona presbiteriale con volta a crociera, preceduta dall'arco trionfale e sopraelevata da tre gradini, termina con abside semicircolare con coro copertura da catino. Il coro ligneo ha undici stalli in radica intarsiati divisi da cariatidi raffiguranti angioletti, con lo stallo centrale di misure maggiori.